# 本多紀貞
本多 紀貞（ほんだ のりさだ）は、上野白井藩主。
天正8年（1580年）、徳川氏の重臣本多康重（のちに白井藩主・三河岡崎藩主）の三男として生まれる。元和4年（1618年）3月5日、1万石を与えられて白井藩主となり、同時に大番頭に任じられた。元和9年（1623年）4月26日に死去（一説に寛永元年（1624年）とも）。享年44。
紀貞には嗣子がなかったため、白井藩本多氏は改易され、同時に白井藩も廃藩となり、白井城も破却された。